# Dzinarawiczy
Dzinarawiczy (biał. Дзінаравічы, ros. Динаровичи, Dinarowiczi) – wieś na Białorusi, w obwodzie mińskim, w rejonie mińskim, w sielsowiecie Łoszany.